# Меја Оризе
Меја Оризе (алб. Mejë) је насељено место у општини Ђаковица, на Косову и Метохији. Према попису становништва из 2011. у насељу је живело 4.888 становника.

## Становништво
Према попису из 2011. године, Меја Оризе има следећи етнички састав становништва:
| Националност   | 2011.          |
| Албанци        | 4.132 (84,53%) |
| Египћани       | 610 (12,48%)   |
| Ашкалије       | 109 (2,23%)    |
| Роми           | 14 (0,29%)     |
| Срби           | 3 (0,06%)      |
| Бошњаци        | 3 (0,06%)      |
| остали и друго | 17 (0,35%)     |
| Укупно         | 4.888          |

| Демографија | Демографија | Демографија |
| Година      | Становника  | Становника  |
| ----------- | ----------- | ----------- |
| 1948.       | 203         |             |
| 1953.       | 216         |             |
| 1961.       | 271         |             |
| 1971.       | 351         |             |
| 1981.       | 499         |             |
| 1991.       | 618         |             |
| 2011.       | 4.888       |             |